# 美嘉基督書院
美嘉基督學院是一所1998年創立於台灣高雄市愛河河畔的基督教學院。

## 姐妹學校
- 美國[1]
  - 愛許蘭大學 Ashland University
  - 貝澤爾學院 (田納西州) Bethel College
- 英國
  - 坎特伯里大學 Canterbury Christ Church University

## 校友
- 何妤玟[2]－歌手

## 交通
高雄市公車
- 高雄女中(真愛碼頭)：0北/南、11、25(往歷史博物館)、33、50、77區、83、168東/西、214A/B、224
- 高雄女中(成功一路)：25(往瑞豐)、76、77、214A/B
- 愛之船國賓站：168東/西、綠1

## 資料來源
1. ↑  美嘉基督學院 的存檔，存档日期2008-09-30.
2. ↑  .   [2021-07-09]. （原始内容存档于2021-07-11）.

## 相關連結
- 美嘉基督學院
- 美嘉基督學院部落格[永久]